# Kondom

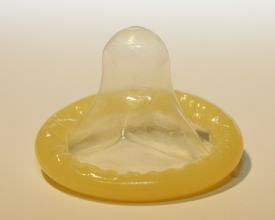
Ein Kondom

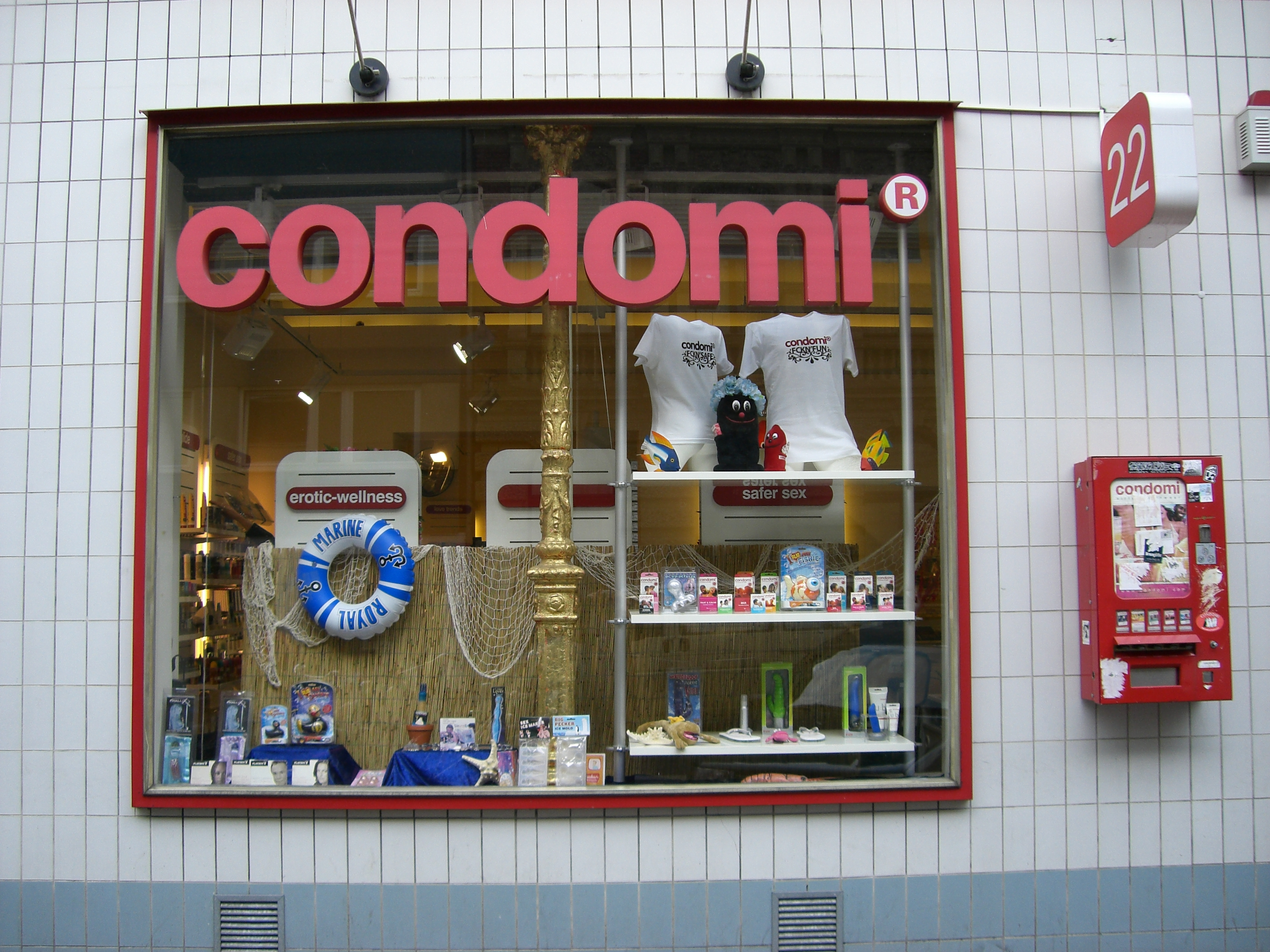
Fachhandel mit Verkaufsautomat, Deutschland

Ein Kondom (auch Präservativ, von lateinisch praeservare „vorbeugen“, „verhüten“) ist eine dünne Hülle, zumeist aus vulkanisiertem Kautschuk, die zur Empfängnisverhütung und zum Schutz gegen sexuell übertragbare Erkrankungen (wie AIDS) über den erigierten Penis des Mannes gestreift wird. Für Kondome, die von der Frau angewendet werden, siehe Femidom.
Kondome gehören zu den effektivsten und am meisten verwendeten Verhütungsmitteln und werden immer öfter verwendet. In vielen Staaten sind sie leicht verfügbar und werden nicht nur in Apotheken und Fachgeschäften verkauft, sondern sind auch in Drogeriemärkten, Supermärkten, Kaufhäusern, an Tankstellen, Kiosken etc. verfügbar. Auch an Kondomautomaten sind sie verfügbar. Weltweit wurden 2011 etwa 5 Milliarden Kondome verkauft. Nach einem Bericht der Global Industry Analysts konnten 2015 global bereits 27 Milliarden Kondome verkauft werden. Etwa 12 Milliarden Präservative werden jährlich weltweit benutzt, das entspricht 380 Kondomen pro Sekunde.

## Begriff
Über die Namensherkunft gibt es viele Theorien, von denen keine als gesichert gilt. Die verbreitetste ist, dass Kondome ihren Namen von einem „Dr. Condom“ erhalten haben, der Leibarzt von Charles II. von England gewesen und Hammeldärme zur Empfängnis- und Infektionsverhütung empfohlen haben soll. Allerdings ist der Hofarzt nicht eindeutig identifizierbar. Eine Ableitung von den französischen Gemeinden Condom (Département Gers) und Condom-d’Aubrac (Département Aveyron) trifft nicht zu. Eine andere Variante bezieht sich auf die Kombination der Wortbestandteile con (italienisch, vom lateinischen cum abgeleitet, deutsch „mit“) und doma (vom lateinischen domus für „Haus“ oder „Kuppel“); dieses hält Wolfgang Pfeifer aber für abwegig. Im Kluge-Seebold wird vermutet, dass „Kondom“ aus einer scherzhaften Bezeichnung con domino („mit Maskenmantel“) entstanden sei. Domino als verhüllende Bezeichnung für ein Kondom ist jedenfalls überliefert.
Im volkstümlichen Sprachgebrauch existieren für Kondome zahlreiche Synonyme, unter anderem „Pariser“, „Verhüterli“, „Lümmeltüte“, „Präser(l)“, „Gummi“, „Nahkampfsocke“, „Fromms“ oder „Frommser“ (jeweils nach dem Hersteller Fromms), „Londoner“ (es gibt einen Hersteller London), Blausiegel (eine ehemals in Österreichs Automaten verbreitete Marke), „Überzieher“, „Tüte“, „Rammelbeutel“.
Das Wort „Kondom“ war gemeinsam mit AIDS das Wort des Jahres im Jahre 1987.

## Geschichte

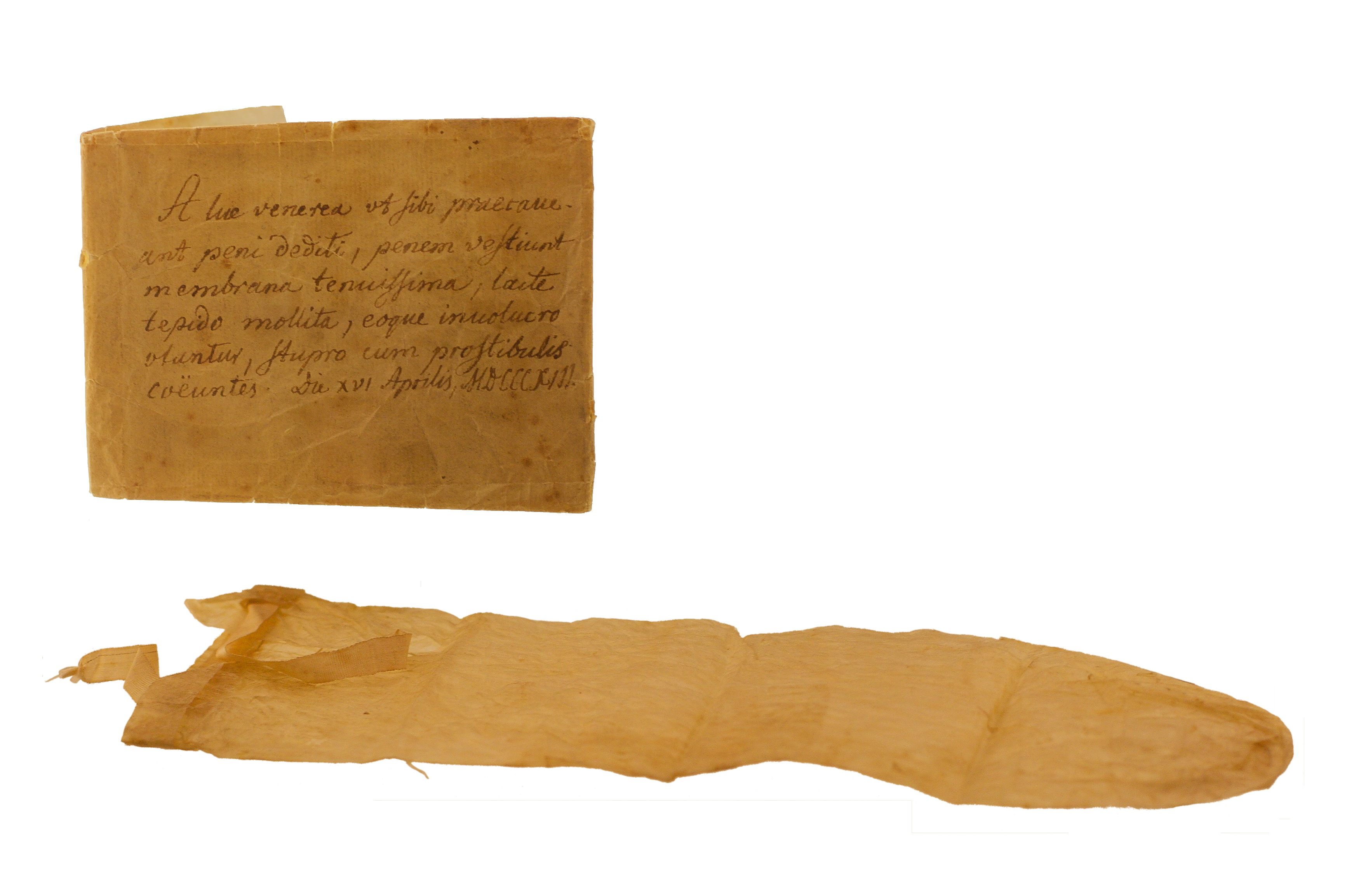
Kondom aus Tierdarm mit Seidenbändern und lateinischer Gebrauchsanleitung, 1813

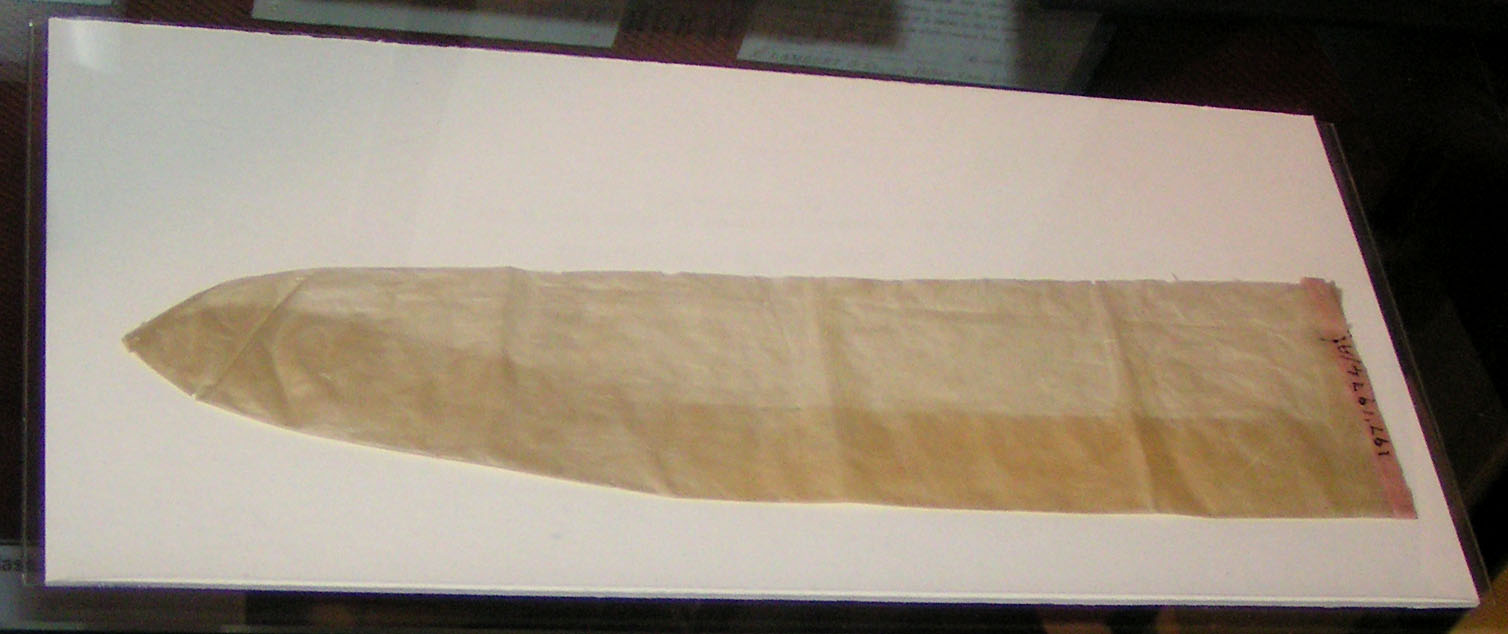
Kondom aus tierischer Membran, um 1900

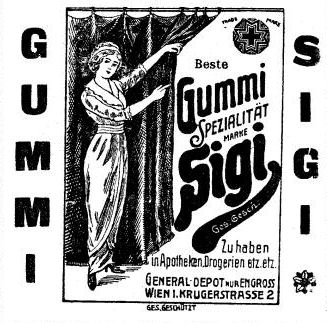
Kondom-Werbung, 1918

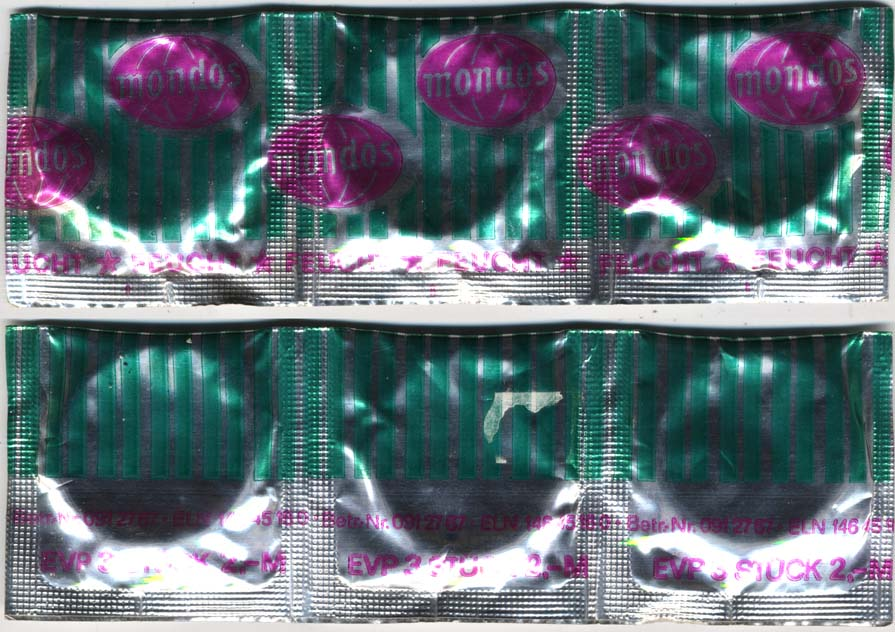
Mondos „feucht“ aus der DDR. (3 Stück 2,00 Mark)

Die ersten wirkungsvollen Kondome wurden aus Schafsdärmen oder anderen tierischen Membranen hergestellt. Solche sind auch heutzutage noch erhältlich. Sie gelten bei manchen Nutzern als sinnlicher und fühlen sich anders an. Sie gelten jedoch als nicht so wirkungsvoll wie künstlich hergestellte Kondome bei der Verhütung von Schwangerschaften sowie sexuell übertragbarer Krankheiten (beispielsweise HIV, Hepatitis B). Bereits Casanova benutzte solche Kondome, die im 18. Jahrhundert English Overcoats genannt wurden, um sich vor der gefürchteten Syphilis zu schützen.
1839 machte Charles Goodyear eine bahnbrechende Erfindung: die Vulkanisierung von Kautschuk. Damit war es möglich, Gummi herzustellen, das wasser-, wärme- und kältefest sowie bruchstabil war. 1855 stellte dieser das erste Gummi-Kondom her, das 1870 mit zwei Millimeter Dicke und vernäht serienmäßig produziert wurde.
Ende des 19. Jahrhunderts verkaufte Maison A. Claverie, Paris, aufgerollte Kondome mit Reservoir unter dem Artikelnamen „Le Parisien“ (Der Pariser). Sie waren aus dehnbarem Gummi und konnten unter Umständen mehrmals verwendet werden. Eine Weiterentwicklung hatte am unteren Rand des Reservoirs einen angeklebten Stachelring aus Gummi und hieß „Le Parisien Dentelé“ (Der Gezahnte Pariser). Es scheint, dass die französischen Versandfirmen für Ehehygieneartikel sich nur in Paris befanden. Sie vertrieben die gleichen Kondome unter verschiedenen Namen, z. B. „Le Bijou“ (Das Juwel).
Um 1900 wurde in Basel „Préservatifs-Fischblasen mit Seidenband“ der Marke Neverrip als angenehmer und sicherer als Gummiblasen angeboten.
1912 entwickelte der Gummifabrikant Julius Fromm eine Methode, nahtlose Kondome herzustellen, indem ein Glaskolben in eine Gummilösung eingetaucht wurde. Ab 1930 wurde Latex als Material benutzt. Durch diese Entwicklung wurde die maschinelle Massenproduktion möglich. Der Verkauf von Kondomen war bis zur Mitte des 20. Jahrhunderts aber vielerorts verboten, beziehungsweise nur zum medizinischen Gebrauch erlaubt. In Irland galt eine solche Regelung noch bis Anfang der 1990er Jahre.
Im Ersten Weltkrieg gehörten Kondome zur Standardausrüstung der Soldaten. Die deutsche, französische und britische Armee verteilten Kondome unter den Soldaten, die US-Armee jedoch nicht, so dass US-Soldaten häufiger unter Geschlechtskrankheiten litten als Angehörige anderer Armeen.
Die frühen Latex-Kondome waren alle prinzipiell recht ähnlich. Der wesentliche Unterschied war bei einigen Kondomen das Fehlen des heute üblichen Reservoirs zur Aufnahme der Samenflüssigkeit (Ejakulat). Eine frühe Entwicklung – die short cap –, die nur über die Eichel des Penis gestreift wurde, scheiterte bei der Reduzierung von Schwangerschaften und Krankheiten. In den nachfolgenden Jahrzehnten entwickelten Hersteller Kondome in vielen Variationen, die sich in Materialien, Größen (Länge und Breite), Stärken, Farben, Formen und Struktur unterscheiden.
In der DDR waren Kondome im Allgemeinen unter der Bezeichnung „Mondos“ oder umgangssprachlich als „Gummi-Fuffzcher“ (nach dem Preis von fünfzig Pfennig) erhältlich. Berühmt war hierfür der diskrete Versand von H. Kästners Familienunternehmen aus Dresden, der bis zu zwei Millionen Kondome pro Jahr versandte. Der Bau der ersten Kondomfabrik wurde von Karl-Heinz Mehlan initiiert, der auch die Antibabypille in der DDR einführte.
Der Globale Fonds zur Bekämpfung von AIDS, Tuberkulose und Malaria finanzierte allein für das Jahr 2014 die Verteilung von 5,1 Milliarden Kondomen weltweit.
Seit 1. Juli 2017 gilt in Deutschland bei Prostitution eine Kondompflicht (§ 32 Absatz 1 Prostituiertenschutzgesetz). Vorher bestand sie nur in Bayern (seit dem 16. Mai 2001; § 6 Verordnung zur Verhütung übertragbarer Krankheiten) und im Saarland (§ 6 der Hygiene-Verordnung vom 16. April 2014.).

## Materialien

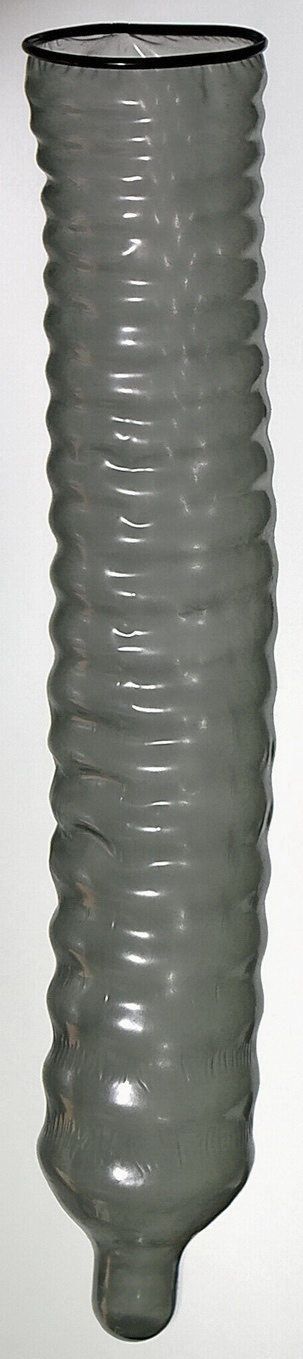
Dunkelgefärbtes Kondom mit Profil, ausgerollt

Kondome werden vorwiegend aus Naturkautschuk-Latex, aber auch aus Polyurethan (PUR) oder Polyisopren (PI) gefertigt. Zudem gibt es Kondome aus spezialbehandeltem Naturdarm („Naturalamb“). Polyisopren ist im Gegensatz zu PU dehnbarer als Latex (größeres Berstvolumen, allerdings kleinerer Berstdruck). PUR besitzt ein kleineres Berstvolumen als Latex, der Berstdruck ist aber wesentlich höher. Zu Kondomen aus Polyisopren und Polyurethan fehlten bis 2009 eine Prüfnorm, Testergebnisse und langjährige Erfahrungen.
Die Produktion von Kondomen aus Naturkautschuklatex erfolgt meist in sieben Schritten:
1. Eintauchen des Formkörpers in flüssiges Naturkautschuklatex
2. Austauchen der Form und Trocknen (Vulkanisieren) des anhaftenden Gummifilms
3. Abziehen des getrockneten und verfestigten Gummifilms von dem Formkörper
4. Spülen des Gummifilms und Puderbeschichtung
5. Trocknen des gewaschenen und puderbeschichteten Gummifilms
6. elektronische Einzelprüfung auf Dichtheit
7. Aufrollen des Kondoms
8. Verpackung nach Abschluss der Produktion des Produktes

Latex-Kondome werden durch fetthaltige Substanzen, wie z. B. Massageöl oder Vaseline, porös und verlieren ihre Schutzwirkung. Polyisopren ist synthetisch, aber unterscheidet sich nur durch fehlende Proteine von Latex und wird daher ebenso porös. Gleitmittel auf Wasserbasis und Silikonöl sind latexverträglich. Kondome aus Polyethylen oder Polyurethan sind zusammen mit fett- beziehungsweise ölhaltigen Gleitmitteln einsetzbar. Für Latexallergiker sind Kondome aus Polyethylen, Polyurethan oder Polyisopren eine mögliche Alternative.

## Ausführungen

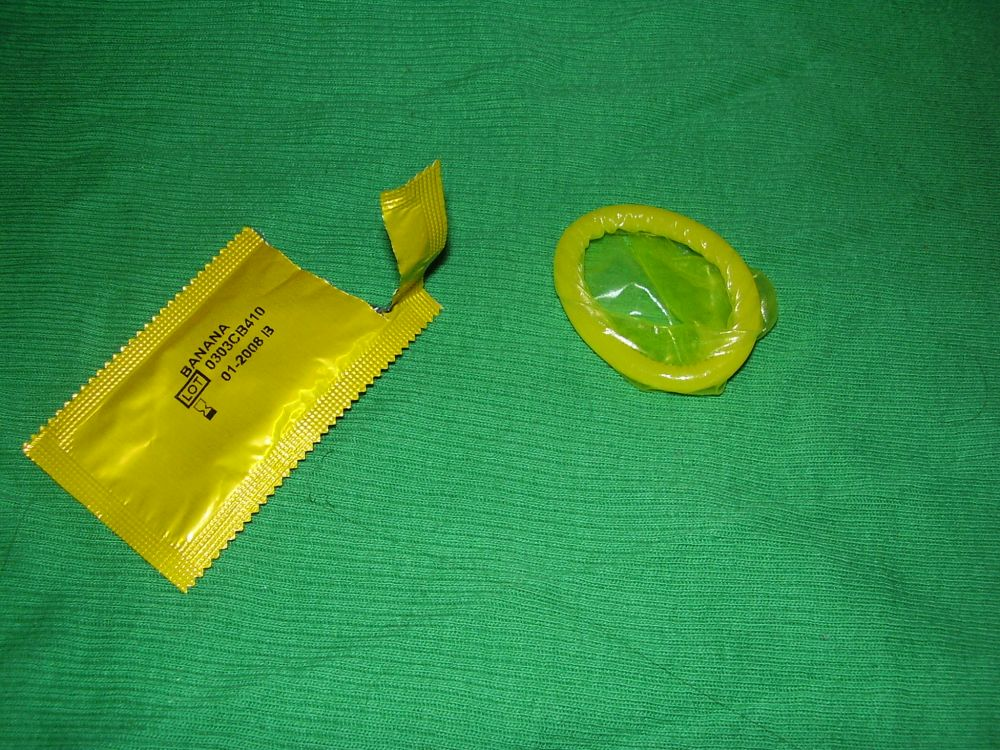
Kondom mit der Geschmacksrichtung „Banane“

Mit Spermizid behandelte Kondome bieten eine zusätzliche Sicherheit und sind ebenso wie Behandlung mit einem einfachen Gleitmittel heutzutage allgemein üblich. Kondome sind individuellen Bedürfnissen entsprechend oft in verschiedenen Größen, Stärken und Farben in entsprechenden Fachgeschäften erhältlich. Es gibt sie auch in verschiedenen Geschmackssorten, wodurch der manchmal unangenehme Geruch und – insbesondere beim Oralverkehr – Geschmack überdeckt wird. Außerdem werden besondere Oberflächenstrukturen zur Stimulation und Steigerung der Lust angeboten. Für Analverkehr gibt es extra starke Kondome mit erhöhter Wanddicke (0,1 mm), die den Belastungen dieser Sexualpraktik besser standhalten sollen. Kondome mit Benzocain, einem Lokalanästhetikum, versprechen ausdauernden Sex. Mit dem Film Skin Deep wurden Kondome populär, die im Dunkeln leuchten. Für z. B. Veganer sind tierversuchsfrei entwickelte Kondome erhältlich. Die größte Vielfalt wird in den Standardgrößen (siehe nächster Abschnitt) angeboten, bei kleineren oder größeren ist die Auswahl zumindest begrenzt.

## Größen

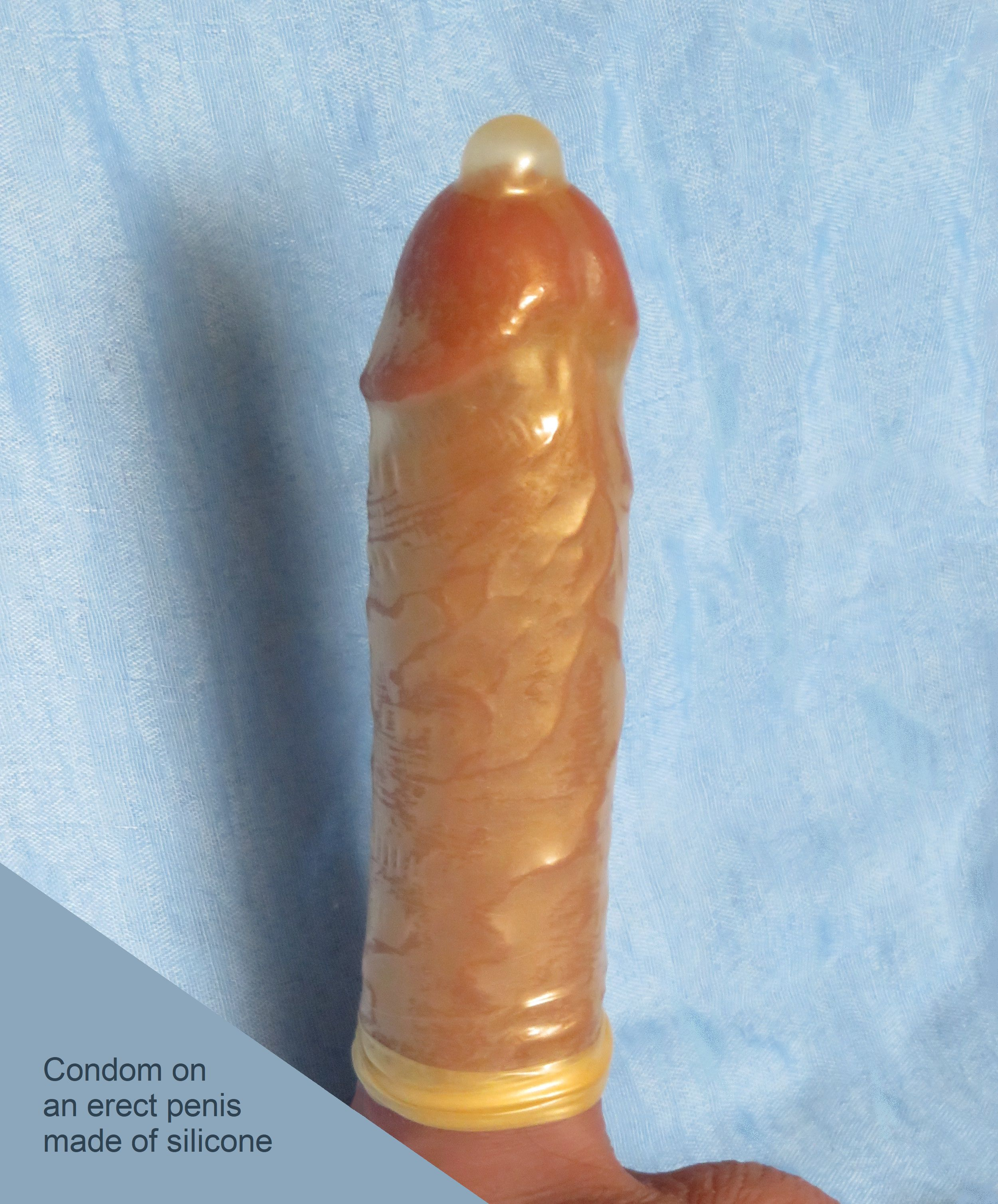
Passendes Kondom auf einem Penismodell aus Silikon

Die Kondome sollen für maximalen Komfort und maximale Sicherheit passend zur Penisgröße (Umfang) gewählt werden. Das Kondom sollte eine geringfügig kleinere Breite haben als der halbe Penisumfang im vollständig erigierten Zustand an der breitesten Stelle. So ist sichergestellt, dass das Kondom nicht stark gedehnt wird, aber trotzdem durch ausreichend Spannkraft gehalten wird. Während zu enge Kondome reißen können, können zu weite Kondome beim Geschlechtsverkehr leicht abrutschen.
Die Standardbreite von 52 mm entspricht demnach einem Penisumfang von etwas mehr als 10,5 cm, eine Kondomgröße von 60 mm einem Penisumfang von etwas mehr als 12,0 cm und Kondomgröße 69 mm einem Penisumfang von etwas mehr als 14,0 cm. Extragroße Kondome, die je nach Hersteller bei einer nominellen Breite von 55 bis 60 mm beginnen und bis 72 mm reichen können, sind häufig mit Bezeichnungen wie XXL, extragroß o. ä. versehen.
Neben extrabreiten Kondomen gibt es auch extraschmale Kondome für kleinere Penisse, die häufig mit Namenszusätzen wie slim, schmale Passform o. ä. versehen sind und deren nominelle Breite meist zwischen 45 und 50 mm angegeben wird. Einige Hersteller verzichten vollständig auf Bezeichnungen wie slim oder XXL und geben stattdessen nur die nominelle Breite auf einer grafischen Skala an, um damit dem Umstand Rechnung zu tragen, dass auch Penisgrößen beidseitig außerhalb der statistischen Mittelbereiche als normal angesehen werden und es eine breite Varianz an Penisgrößen gibt. 
Einige Studien legen nahe, dass zu kleine Kondome beim Geschlechtsverkehr leichter reißen, was den Schutz vor Schwangerschaft und sexuell übertragbaren Krankheiten aufhebt. Bei einer Studie mit 184 Männern (durchschnittlicher Penisumfang 13,19 cm) und 3.658 Kondomen kam es in 1,34 % der Fälle zum Reißen der Kondome. Die Wahrscheinlichkeit war stark mit dem Penisumfang korreliert: Ein um 1 cm größerer Umfang erhöhte die Wahrscheinlichkeit um 50 % bis 100 %. Diese Beobachtung deckt sich mit Umfrageergebnissen, wonach Reißen bei Männern mit größerem Penisumfang häufiger vorkommt. Umgekehrt können zu große Kondome beim Geschlechtsverkehr leicht abrutschen, so dass die korrekte Größe des Kondoms für dessen Schutzfunktion unerlässlich ist.

### Normung
Kondome waren in Europa von 1996 bis 2002 nach DIN EN 600 normiert. Diese Norm regelte einerseits die Größe (mindestens 17 Zentimeter lang und (flach ausgebreitet) 4,4–5,6 Zentimeter breit), andererseits die Testverfahren, nach denen die Präservative auf ihre Haltbarkeit, Festigkeit und Dichtigkeit geprüft werden. Um zu prüfen, ob sie dicht sind, werden sie in eine Elektrolytlösung getaucht. Leuchtet die Lampe an der Prüfstation auf, so fließt Strom durch das Kondom, das heißt, es ist undicht und wird aussortiert. Beim Test auf Reißfestigkeit und Dehnungsfähigkeit muss ein Kondom eine Dehnung bis auf das Siebenfache seiner Normalgröße unbeschädigt überstehen. Einem Test der Stiftung Warentest aus dem Jahre 1999 zufolge erreichten allerdings drei von 29 getesteten Kondomen die Prüfziele nicht.
Seit 2002 gilt die internationale Norm EN ISO 4074, abgestimmt zwischen CEN und ISO, die unter anderem einen flexibleren Spielraum für Normierung der Größe einräumt. Das Kondom muss hiernach mindestens 16 cm lang sein und je nach Breite ein bestimmtes Mindestvolumen (im aufgeblasenen Zustand) garantieren. Eine Beschränkung auf maximal 5,6 cm Breite besteht nicht mehr, der Hersteller muss lediglich eine Standardabweichung von +/− 2 mm gegenüber dem auf der Verpackung angegebenen Wert einhalten.
In Deutschland löst DIN EN ISO 4074 die Norm EN 600 ab. Kondome, deren Verpackung den Aufdruck „EN 600“ tragen, durften nur bis 2004 verkauft werden.

## Verwendung

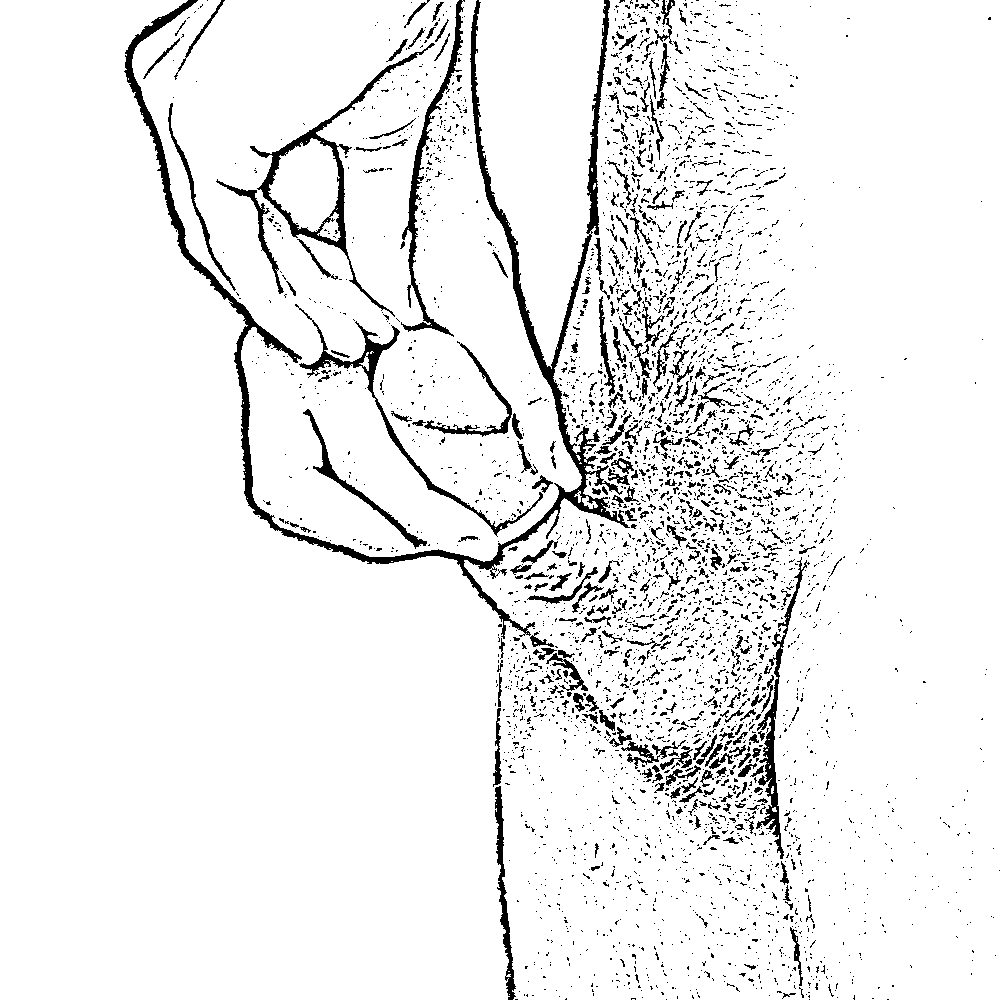
Aufziehen eines Kondoms

Bereits bei der Entnahme des Kondoms ist darauf zu achten, die Verpackung vorsichtig zu öffnen und das Kondom vorsichtig zu entnehmen, um es nicht zu beschädigen. Sollte das Kondom dennoch versehentlich beschädigt werden, kann es nicht mehr verwendet werden. Auch Kondome, deren Haltbarkeitsdatum abgelaufen ist, sollten nicht mehr verwendet werden.
Das Kondom wird an der Eichelspitze des erigierten Penis angesetzt und dann vorsichtig über den Penis abgerollt. Dabei sollte das sogenannte Reservoir zur Aufnahme des Ejakulats zwischen den Fingern sein, damit sich dort keine Luftblase bildet und das Ejakulat aufgenommen werden kann. Die Wulst des zusammengerollten Kondoms muss außen liegen, damit es sich abrollen lässt. beim Abrollen ist darauf zu achten, das Kondom nicht mit den Fingernägeln, den Zähnen o. ä. zu beschädigen und es vollständig über den Penisschaft abzurollen.
Nach der Ejakulation sollte der Penis noch vor dem Erschlaffen zurückgezogen werden, wobei das Kondom an der Peniswurzel festgehalten wird um ein Abrutschen zu verhindern. Kondome gehören nicht in den Abfluss o. ä., sondern in den Hausmüll. Kondome können nur einmal verwendet werden.
Sollte zusätzlich Gleitgel verwendet werden, muss entsprechendes Gleitgel auf Wasserbasis genutzt werden. Keinesfalls dürfen Gleitmittel auf Fettbasis, Vaseline, Massageöle, Körperlotionen, Salat- oder Kochöle u. ä. verwendet werden, da sie das Latex des Kondoms angreifen.

## Qualitäts- und Gütesiegel

Qualitätssiegel der DLF

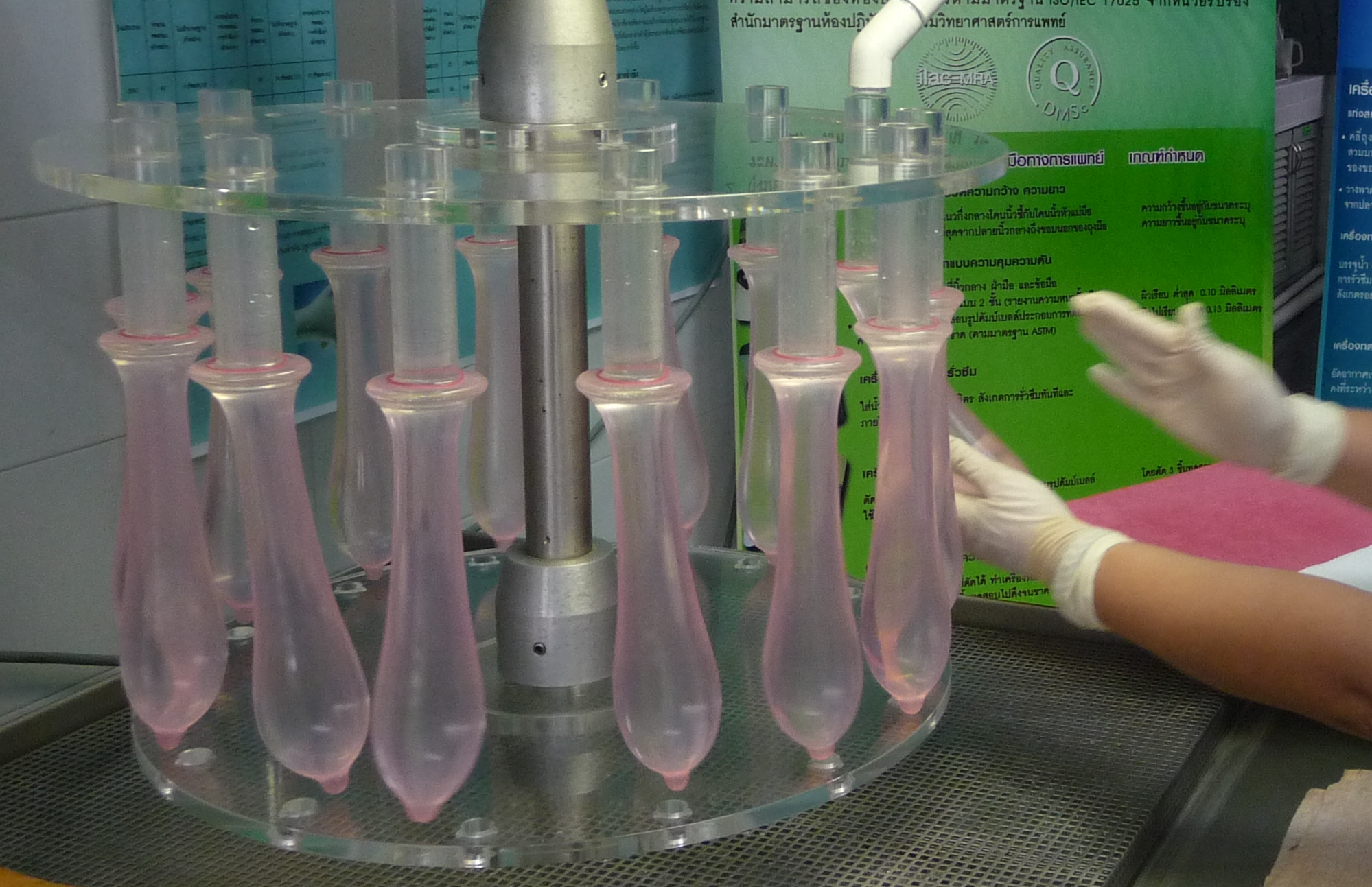
Vorführung des Dichtigkeitstests in einem Kondommuseum

1981 wurde in Deutschland das erste Qualitätssiegel für Kondome erteilt: das DLF-Gütesiegel (DLF = Deutsche Latex-Forschungs- und Entwicklungsgemeinschaft). Die DLF ist ein Zusammenschluss von verschiedenen Herstellern. Um das Gütesiegel zu erhalten, wird am Kondom eine Reihe von Normprüfungen durchgeführt. Zusätzlich sind unabhängige Prüfungen von außen erforderlich.
Die Kondome werden in vier Prüfungen getestet, die durchlaufen werden müssen. Als der Norm entsprechend, gilt ein Kondom erst nach Abschluss der Prüfungen und darf vorher nicht das CE-Siegel tragen.
1. Aufblastest; elektronische Untersuchung auf feinste Löcher und Schäden (jedes Kondom)
2. Dichtigkeitstest, auch Wasser-Test genannt; Kondome mit Wasser gefüllt und anschließend aufgehängt, um ihre Dichtigkeit zu prüfen (stichprobenartig)
3. Berstvolumen-Test, auch Dehnungstest genannt; Kondome aufgeblasen, um zu ermitteln, bei welchem Volumen sie platzen. Auf diese Weise wird kontrolliert, wie elastisch und reißfest die Kondome sind - 18 Liter ist hier das Minimum!(stichprobenartig)
4. Mikrobiologische Reinheit (jedes Kondom)

In der Schweiz gibt es den „Verein Gütesiegel für Präservative“. Mit dem Gütesiegel wird garantiert, dass das Kondom der Euronorm für Präservative entspricht. Zusätzlich hat der Verein einen eigenen Kriterienkatalog. Jede Produktionseinheit wird von einem unabhängigen Labor getestet, bevor sie zum Verkauf freigegeben werden darf. Der Verein führt auch Stichproben in Verkaufsläden durch.

## Wirksamkeit

### Schutz vor Krankheiten

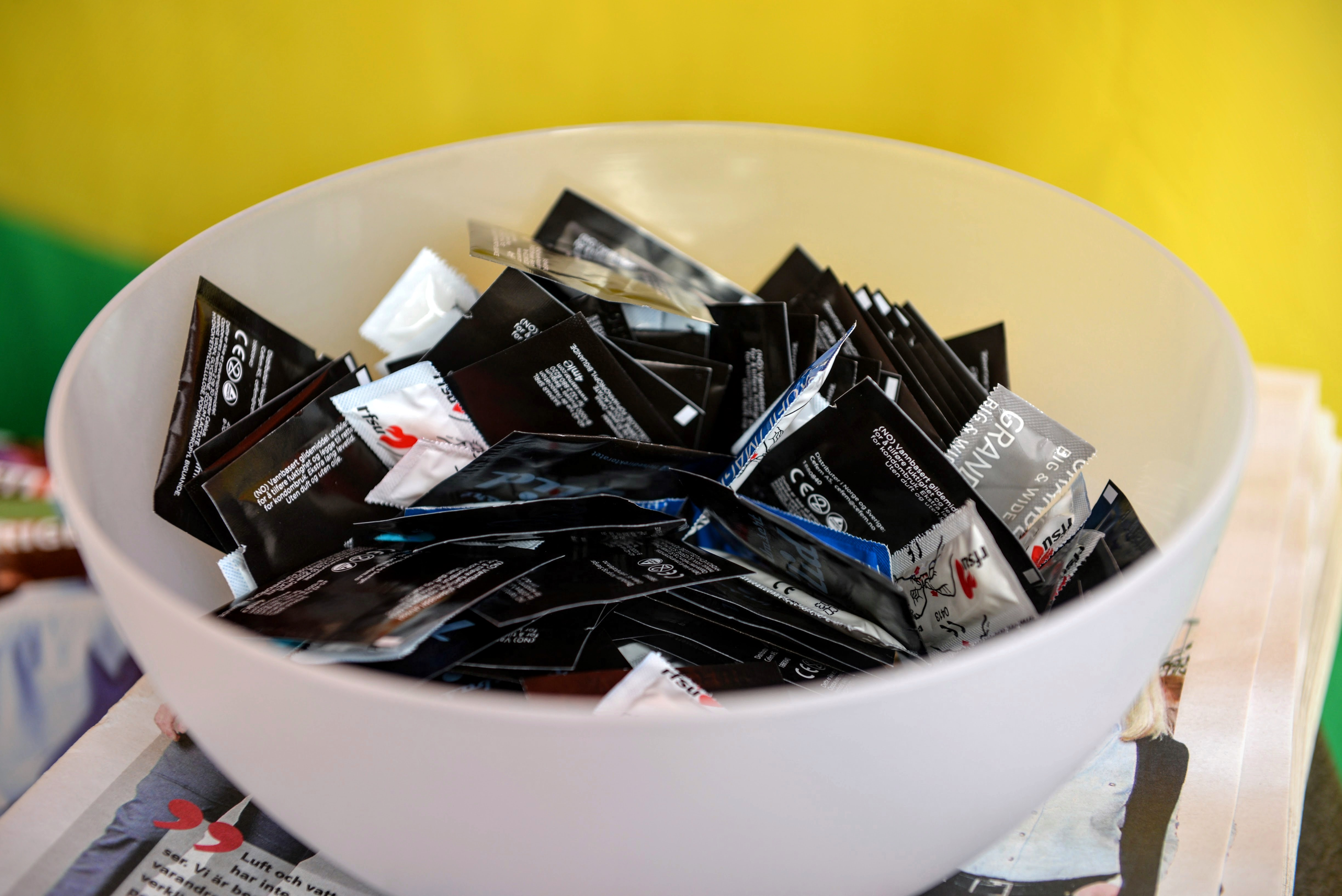
Kondome zum Mitnehmen, Stockholm Pride 2015

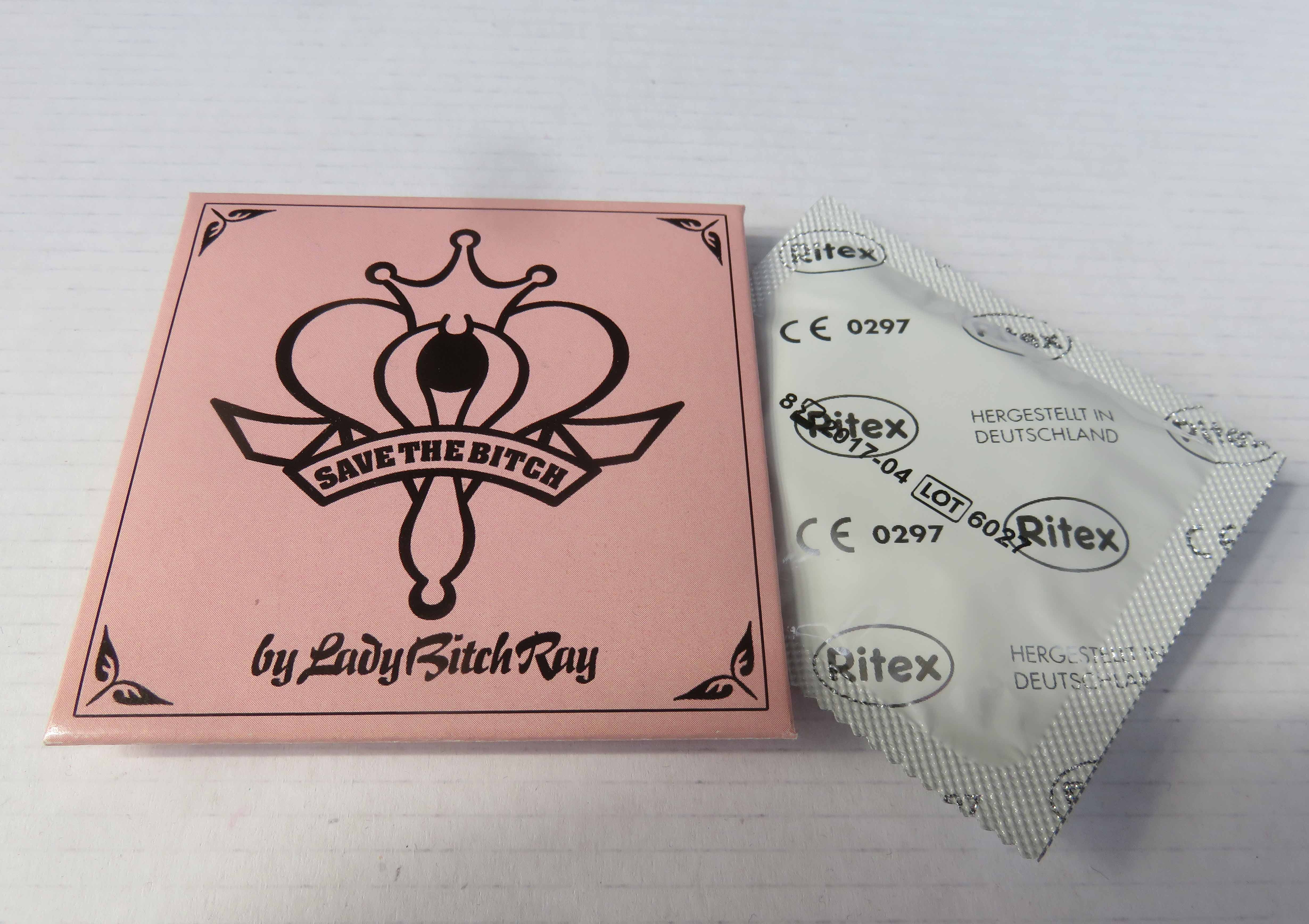
Von Rapperin Lady Bitch Ray verteiltes Kondom als Werbegeschenk (2012)

Im Internet finden sich viele Texte, die den Schutz vor sexuell übertragbaren Krankheiten (STI) bezweifeln. Dabei wird Bezug genommen auf etwaige Poren, die während des Trockenvorgangs des Latex im Produktionsprozess entstünden. Um diesen Sachverhalt zu untersuchen, wurden im Auftrag der Europäischen Kommission verschiedene Studien, die sich direkt oder indirekt mit der Verbreitung und den Infektionswegen von HIV und anderen sexuell übertragbaren Krankheiten beschäftigen, ausgewertet und allgemeingültige Normen für die Qualitätskontrolle für Kondome festgelegt. Als Ergebnis dieser Studien wurde festgestellt, dass bei sachgerechtem Gebrauch des Kondoms ein nahezu hundertprozentiger Schutz gegen eine Infektion mit HIV besteht. Gegen gewisse Geschlechtskrankheiten (Syphilis, HPV, Herpes simplex) bietet das Kondom jedoch keinen ausreichenden Schutz, da deren Erreger auch durch Körperkontakt von anderen Stellen übertragen werden können.
Unter Alltagsbedingungen ist die Menge der HIV-Übertragungen im Vergleich zwischen denen, die angegeben haben, immer Kondome zu verwenden, und denen, die dies nicht tun, um 70 % bis 80 % niedriger (je nach Geschlecht der Partner und der vollzogenen Praktiken).
Die Auswertung von vier Studien, bei denen ein Teil der Probanden Sex mit (mehreren) HIV-Infizierten hatte, ergab, dass bei der Gruppe, die angab, immer Kondome zu verwenden, 73 bis 99,6 % weniger HIV-Infektionen auftraten als bei der Gruppe, die das nicht tat. Alle Studien zusammen genommen ergaben 91 % weniger HIV-Infektionen. Bei optimaler, fehlerfreier Verwendung von Kondomen wird eine Effektivität von 95 % angenommen.

### Verhütungsmittel

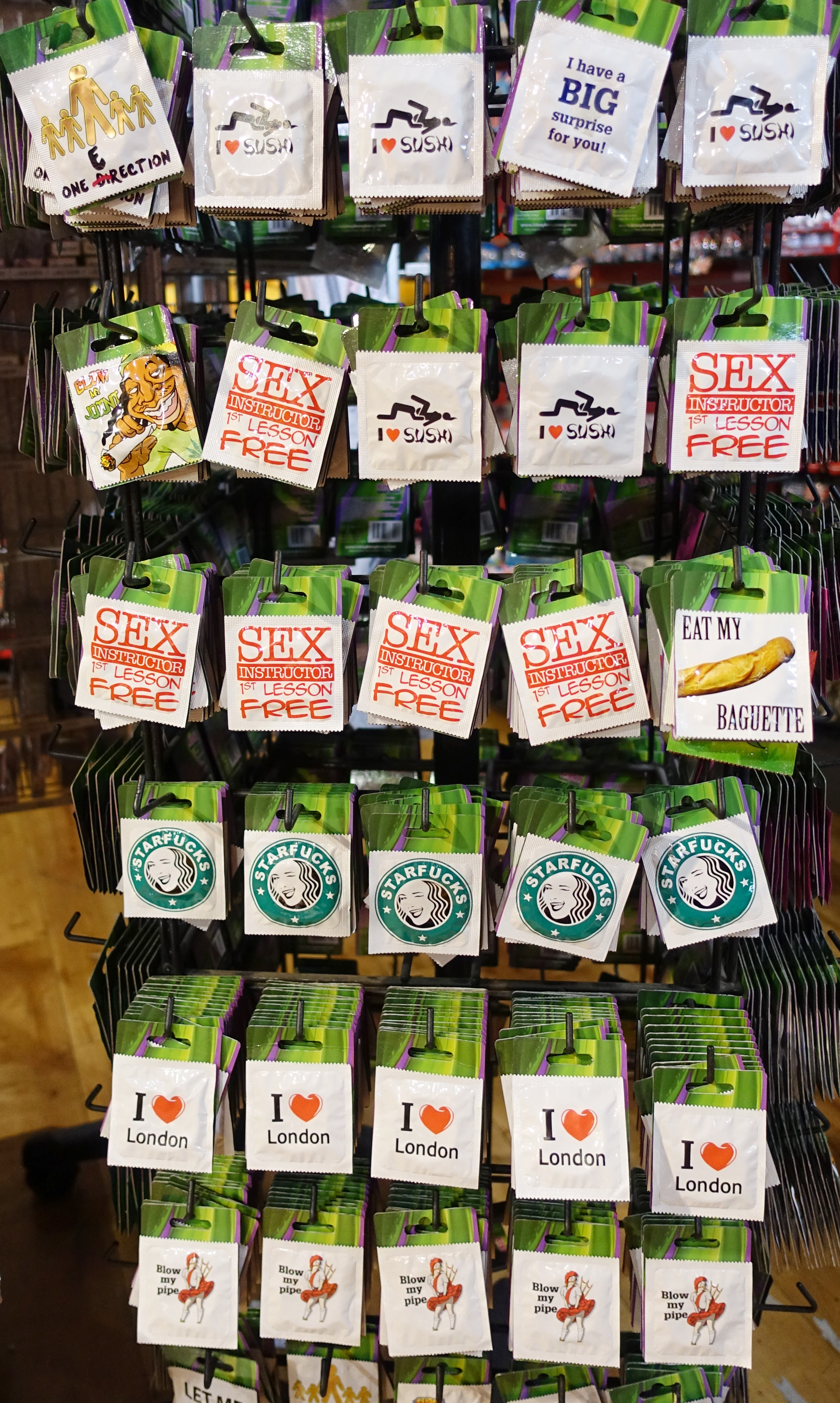
Kondomsortiment in London

#### Vorteile
- Anders als hormonelle Empfängnisverhütung wird das Kondom nur bei Bedarf angewendet und löst keine gesundheitlichen Beeinträchtigungen aus.[36]
- Kondome sind günstig (beim Kauf eines 100-Packs ab 20 Cent pro Stück bis ca. 1,50 € am Automaten) und in den meisten Ländern leicht erhältlich.
- Für manche Frauen geht die Verwendung hormoneller Verhütungsmittel mit gesundheitlichen Risiken einher, z. B. erhöhtem Thromboserisiko bei starken Raucherinnen, stark übergewichtigen Frauen und Frauen mit Bluthochdruck. In diesem Fall sind Kondome eine empfehlenswerte Alternative.[37]
- Viele Männer geben an, mit einem Kondom die Erektion länger aufrechterhalten zu können.

#### Nachteile
- Im Gegensatz zu Verhütungsmitteln wie dem Implanon oder der Spirale, die eine fehlerhafte Anwendung ausschließen, weichen bei Kondomen der Pearl-Index bei durchschnittlicher Anwendung und der Pearl-Index bei idealer Anwendung stark voneinander ab. Bei perfekter Anwendung kann ein Pearl-Index von 0,6 erreicht werden.[38] Bei typischer Anwendung liegt der Pearl-Index zwischen 2 und 12.[36] Richtige Anwendung und gute Qualität sind daher entscheidend für eine hohe Zuverlässigkeit bei der Verwendung von Kondomen.[36] Der hohe Unsicherheitsfaktor beruht in erster Linie auf Fehlverhalten bei der Anwendung, falscher Kondomgröße und falscher Lagerung der Kondome (Beschädigung durch Frost, Hitze, mechanischen Stress).
- Kondome können als unangenehm empfunden werden, da sie den Hautkontakt verhindern. In sexualwissenschaftlichen Studien geben viele Männer an, Kondome würden die Empfindungen verringern. Auch das Überziehen wird oft als Unterbrechung und Störfaktor im Liebesspiel angesehen.[39] Einige Sexualwissenschaftler sind jedoch der Ansicht, dass die Verringerung der Empfindungsfähigkeit und das Kondom als Störfaktor mehr psychisch durch das Wissen um das Kondom als physisch durch dieses selbst bedingt ist.[40][41]
- Vereinzelt treten auch Fälle von Latex-Allergien auf. Die meisten Menschen reagieren jedoch nur sensibel auf die Inhaltsstoffe der einen oder anderen Gleitbeschichtung, dabei können zwischen verschiedenen Marken große Unterschiede bestehen. Zusätzlich bieten manche Hersteller komplett unbeschichtete bzw. trockene Präservative für diesen Fall an. Einige Probleme lassen sich auch auf die spermizide Beschichtung zurückführen. 90 % aller allergischen Reaktionen im Genitalbereich werden durch den Wirkstoff Nonoxynol-9 ausgelöst.[42] Gelegentlich lassen sich Probleme auch durch das Silikon begründen, welches in vielen Gleitmitteln enthalten ist. Für Latex-Allergiker gibt es auch latexfreie Kondome aus Polyurethan. Diese sind dünner, besonders gefühlsecht und geruchlos, allerdings auch deutlich teurer als Latex-Kondome.
- Der starke Latex-Geruch wird von vielen Menschen als unangenehm empfunden. Allerdings gibt es mittlerweile eine große Auswahl an Kondomen mit künstlichem Geruch (diverse Früchte, Erdbeere, Pfefferminz etc.) bzw. Geschmack (für den Oralverkehr) sowie geruchsneutrale Varianten. In diesem Bereich gibt es auch ungewöhnliche Aromen wie Stinkfrucht, die sich z. B. in Indonesien großer Beliebtheit erfreuen.[43]

## Risiken
Das Kondom hat bei normaler Anwendung einen Pearl-Index von 2, bei fehlerhafter Handhabung klettert er auf 12 und kann so zu ungewollten Schwangerschaften und der Übertragung von Krankheiten führen.
Entgegen anderslautenden Pressemeldungen enthalten Kondome laut mehreren Studien keine gesundheitsgefährdenden Mengen an krebserregenden Nitrosaminen.
- Bevor das Kondom übergestreift wird, kann es mit dem Präejakulat bereits zu unbemerktem Austritt von Spermien kommen, was auch hier zu dem Risiko führt, wenn Körperteile die Vulva berühren, die mit dem Penis in Berührung kommen, bevor das Kondom übergestreift worden ist. Das Gleiche gilt für das Abstreifen des Kondoms. Wird im Laufe des Vorspiels, das meist aus Spielarten des Pettings besteht, vor der Benutzung des Kondoms der Penis im Bereich der Eichel berührt, so besteht die Gefahr, dass einzelne Spermien den Weg in die Vagina finden. Das dadurch entstehende Risiko wird durch mit Spermizid beschichtete Kondome gesenkt.
- Unvollständiges Abrollen oder ein Abrollen, das ungleichmäßig erfolgt und das Kondom nicht nahe genug an die Peniswurzel bringt, kann zu einem Ablösen des Kondoms vom Penis während des Geschlechtsaktes führen.
- Lange Fingernägel können das Kondom beim Abrollen oder beim Aufreißen der Packung beschädigen. Diese Gefahr besteht auch, wenn während des Sex die äußeren Geschlechtsteile der Frau zusätzlich mit den Fingern stimuliert werden.
- Beim Einsatz ölhaltiger Gleitmittel wie Bodylotion, Massageöl, Babyöl, Vaseline, Backfett (wie z. B. das früher unter Homosexuellen verbreitete Crisco) oder bestimmter Spermizide wie Scheiden-Zäpfchen (Suppositorien) und einiger homöopathischer Behandlungen kann die Latexstruktur Schaden nehmen, wenn diese Mittel nicht für den Einsatz mit Kondomen freigeben sind. Angaben dazu befinden sich meist auf der Verpackung oder dem Beipackzettel. Das Kondom verliert unter solchen Umständen innerhalb von weniger als fünf Minuten seine Dehnbarkeit und kann reißen. Auch wenn das Kondom manchmal nicht reißt und keine sichtbaren Beschädigungen aufweist, wird es doch durchlässig, beispielsweise für Viren. Wasserhaltige und silikonhaltige Gleitmittel oder Gleitmittel auf Dimeticone-Basis haben solche Risiken nicht.
- Bei Männern, die viel Präejakulat („Lusttropfen“) bilden, besteht ein Risiko des ungewollten Abrutschen des Kondoms während des Geschlechtsverkehrs, insbesondere, wenn der Penis vor dem Überstreifen nicht vorbeugend abgetrocknet wird.
- Vor Einsatz rezeptfreier oder rezeptpflichtiger Arzneimittel an Penis oder Vagina sollte ein Arzt oder Apotheker um Rat gebeten werden, da diese Arzneimittel die Sicherheit von Kondomen beeinflussen können.
- Falsch aufbewahrte oder nach Verstreichen des Verfalldatums verwendete Kondome, die – auch unsichtbare – Beschädigungen (z. B. Hitzeschäden) aufweisen, können Viren und Spermien durchlassen. Schädliche Einflüsse sind vor allem Sonneneinstrahlung, Hitze, Kälte sowie mechanische Beanspruchung, die vor allem bei längerer Aufbewahrung im Auto, Geldbeutel oder in der Hosentasche auftreten. In diesem Zusammenhang sollten Kondome aus Automaten nur genutzt werden, wenn diese in Innenräumen sind. Außenautomaten können aufgrund von Temperaturschwankungen nicht eine korrekte Lagerung der Kondome garantieren.
- Die Verwendung eines (im Verhältnis zur Penisgröße) zu kleinen Kondoms kann Schmerzen oder Durchblutungsprobleme verursachen.[49] Ein zu großes Kondom rutscht leicht vom Penis ab, wodurch Sperma in die Scheide gelangen kann und kein Schutz mehr besteht. Ein zu kleines Kondom reißt leichter oder kann sich zurückrollen.[50][51] Maßgeblich für die richtige Kondomgröße ist nicht dessen Länge, sondern ein zum Penisumfang passender Durchmesser. Die Standardbreite liegt bei 52–53 mm,[52] XXL-Kondome haben häufig nur eine nominelle Breite von 55–57 mm während im Fachhandel auch Kondome mit einer nominellen Breite zwischen 47 und 69 mm erhältlich sind.
- Des Weiteren sind auch Wechselwirkungen zwischen Spermiziden und Antimykotika während der Behandlung von Pilzinfektionen bekannt, welche den zusätzlichen Schutz der Spermizidschicht beeinträchtigen können.
- Kondome, die mit dem Spermizid Nonoxynol-9 beschichtet sind, können die Empfänglichkeit für HIV und andere sexuell übertragbare Krankheiten erhöhen. In diesem Zusammenhang spricht sich die US-amerikanische FDA für einen Warnhinweis auf Kondomverpackungen aus.[53]

## Alternativen und Anwendungsvarianten

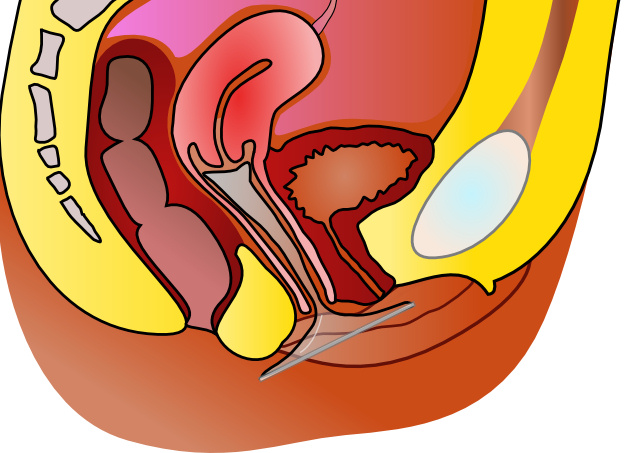
Benutzung des Femidoms

Eine verhütende und zugleich vor Krankheitsübertragungen schützende Alternative zum Kondom ist seit neuerer Zeit das oft als „Kondom für die Frau“ bezeichnete sogenannte Femidom.
Die Südafrikanerin Sonette Ehlers stellte mit Rape-aXe 2005 eine Sonderform des Femidoms vor, die der Verhütung von Vergewaltigungen dienen soll.
Im Rahmen einer vaginalen Sonografie streift der Frauenarzt ein Kondom über die Ultraschallsonde, um den Schutz vor Infektionen während der Untersuchung sicherzustellen.
Das Kondomurinal ist ein Hilfsmittel in der Pflege von an Harninkontinenz leidenden Männern, es besitzt die Form eines Kondoms mit Anschlussmöglichkeit eines Schlauches zur Harnableitung.
Simple Kondome werden von männlichen Segelfliegern als Notlösung, um Urin aufzufangen, mitgeführt. Trotz Pinkelroutine vor dem Start kann es durch die Kälte in der Höhe und überraschend lange Flugdauer zu Harndrang kommen.

## Weltweite Verwendung von Kondomen

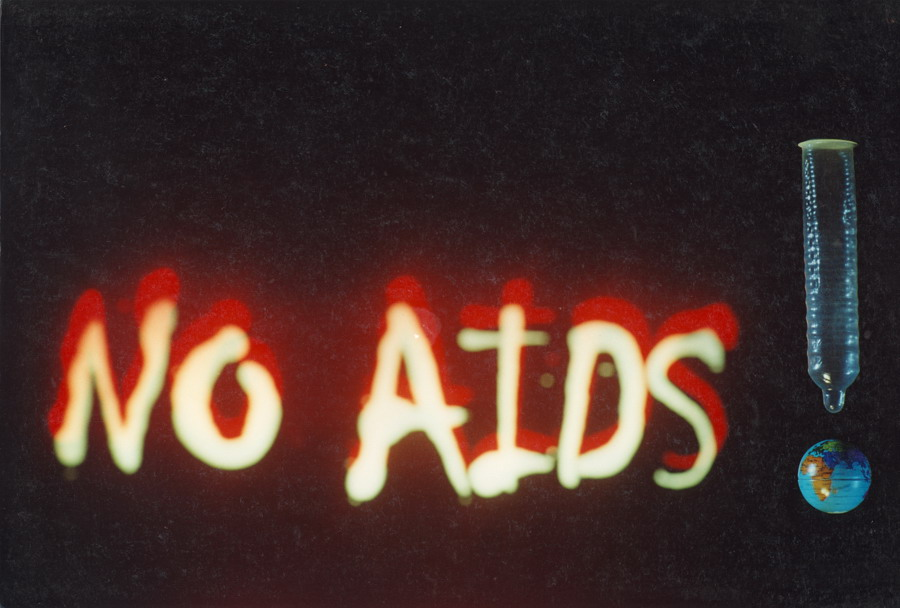
No AIDS!

Global betrachtet unterscheidet sich der Anteil der Nutzer von Kondomen aus unterschiedlichen Gründen stark von Region zu Region. Neben der kulturellen Akzeptanz sind der Bildungsgrad sowie die Verfügbarkeit wichtige Kriterien, wenn es darum geht, ob Kondome angewendet werden. Da sich 2015 etwa 2 Millionen Menschen mit HIV infiziert haben, wird eine möglichst hohe Rate von Anwendern angestrebt. Es ist davon auszugehen, dass die Verbreitung von Kondomen weltweit weiter zunehmen wird, da das Wissen um die Risiken von ungeschütztem Geschlechtsverkehr immer mehr ins Bewusstsein der Menschen vordringen und die Vorteile der Anwendung für noch mehr Menschen verständlich werden. Derzeit wird der weltweite Kondommarkt auf rund 9,2 Mrd. US-Dollar geschätzt. Aus vielen Ländern liegen nur Daten für einzelne Anwendergruppen vor, die lediglich Anhaltspunkte für die allgemeine Verbreitung von Kondomen liefern.

### Verwendung in Deutschland

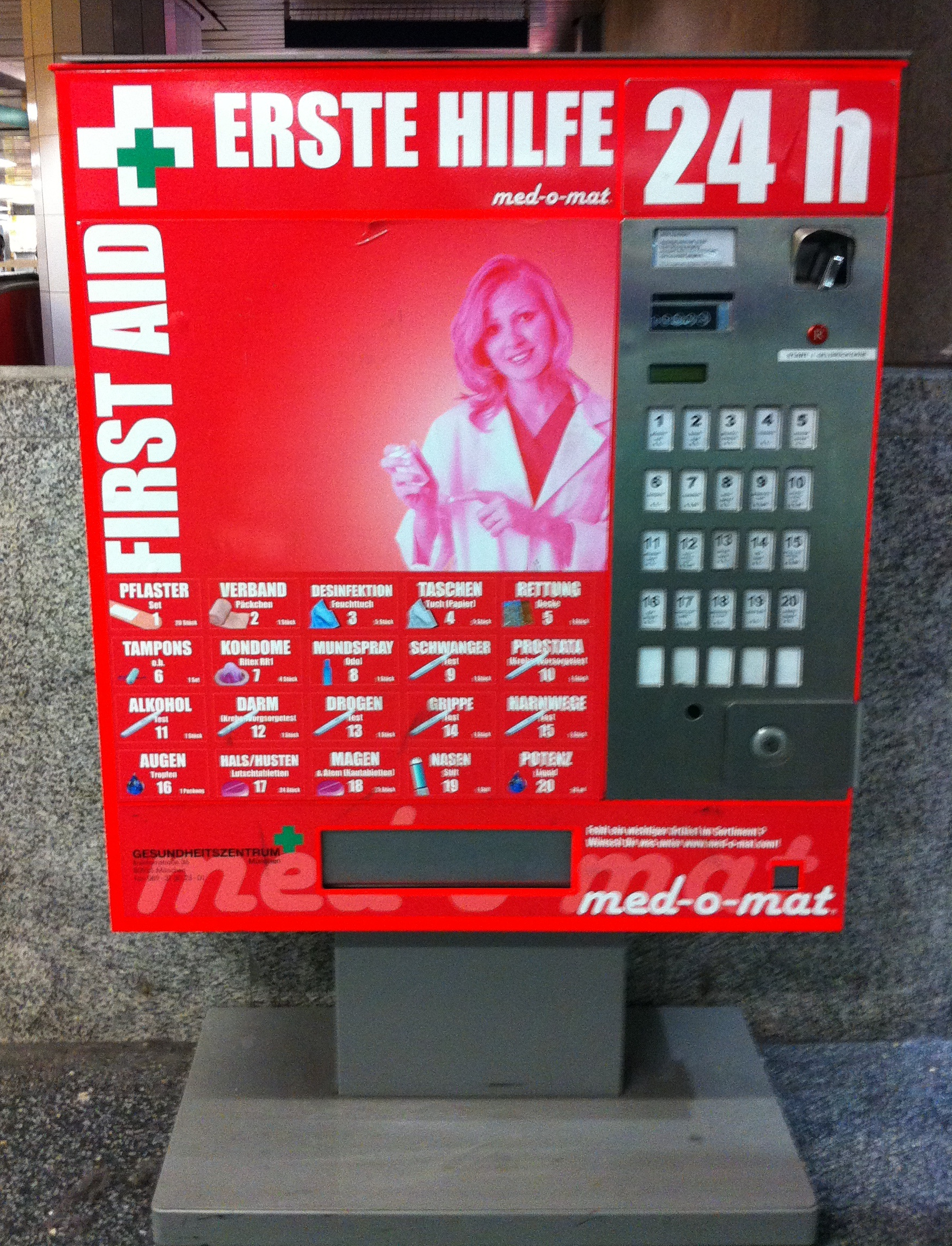
Verkaufsautomat am Münchener Hauptbahnhof

In Deutschland wurden in den Jahren 1995 bis 2014 jedes Jahr zwischen 188 und 241 Millionen Kondome verkauft. 1985 und 1986 wurden jeweils 84 Millionen Kondome verkauft.
Einer Forsa-Umfrage im Auftrag der Bundeszentrale für gesundheitliche Aufklärung (BZgA) zur Folge verwendeten 2010 in der Altersgruppe der 16- bis 44-Jährigen 87 Prozent zu Beginn einer neuen Partnerschaft Kondome. 1994 betrug der Anteil lediglich 69 Prozent.
Von den allein lebenden 16- bis 45-Jährigen würden 80–95 % mit steigender Tendenz in allen Umfragen von 1988 bis 2007 zustimmen, Kondome zu benutzen, wenn der neue Sexualpartner dies wünscht. Außerdem würden 7–13 % der Frauen und 13–23 % der Männer zustimmen, keine Kondome zu benutzen, wenn der neue Sexualpartner dies wünscht. Dabei oder zu Hause Kondome haben 65–76 % der Männer und 49–63 % der Frauen (16–45, allein lebend, Befragung 1994–2007). Beim ersten Geschlechtsverkehr haben 55–75 % mit Kondom verhütet (14–18 Jahre, Befragung 1994–2014).
Noch nie Kondome verwendet haben mindestens 7 % der Männer und 12 % der Frauen von 16–65 in allen Befragungen (1984–2007).

### Weitere europäische Länder

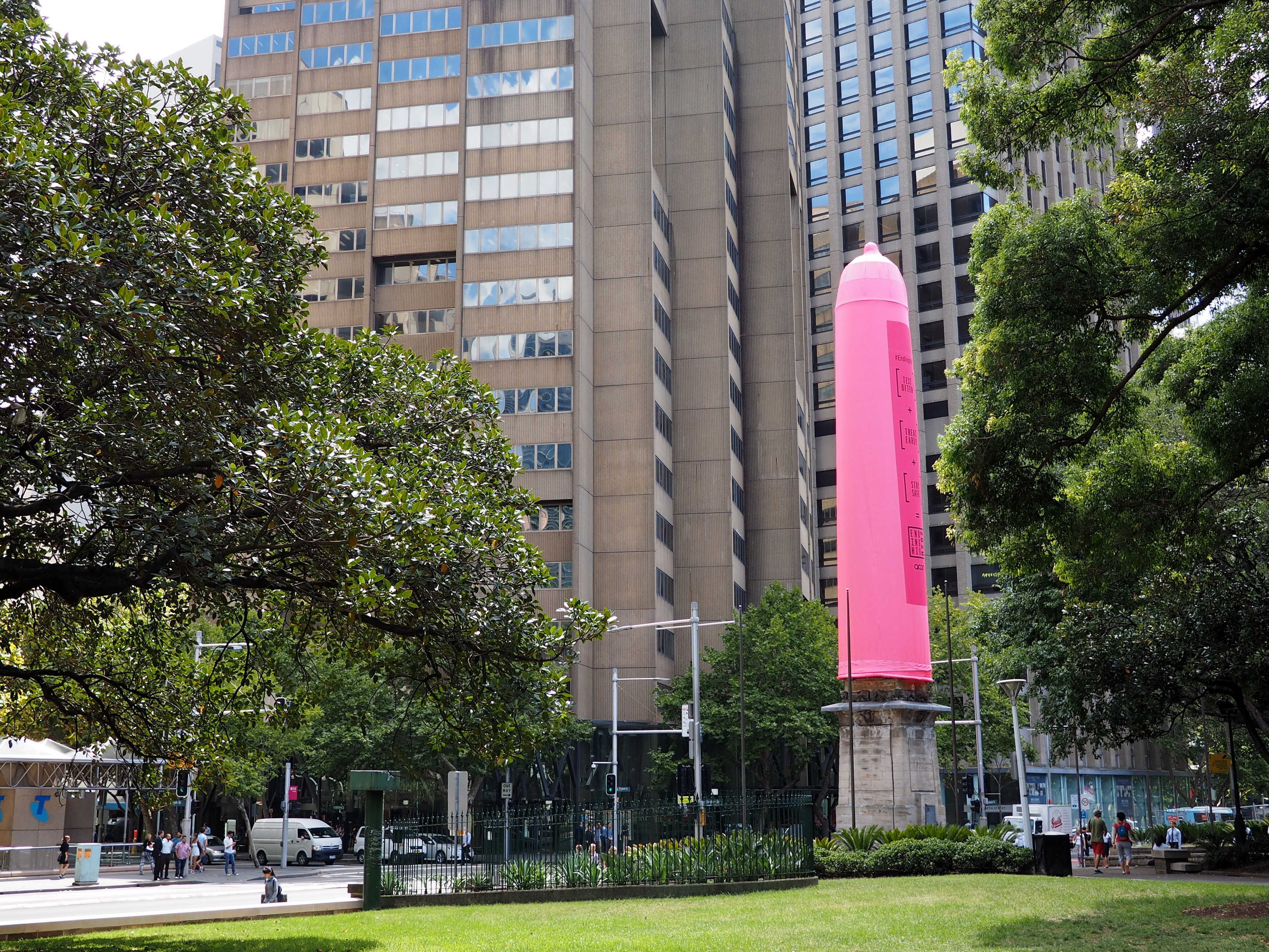
Hyde Park, Sydney Februar 2016

- Innerhalb Europas wurden Kondome am häufigsten in Finnland verwendet, wo 31 % der Frauen zwischen 15 und 49 Jahren angaben damit zu verhüten.[61]
- In Spanien lag die Rate der Anwendung (2018) bei 28,4 Prozent.[61]
- In Großbritannien lag die Rate der Anwendung (2018) bei 27 Prozent.[61]

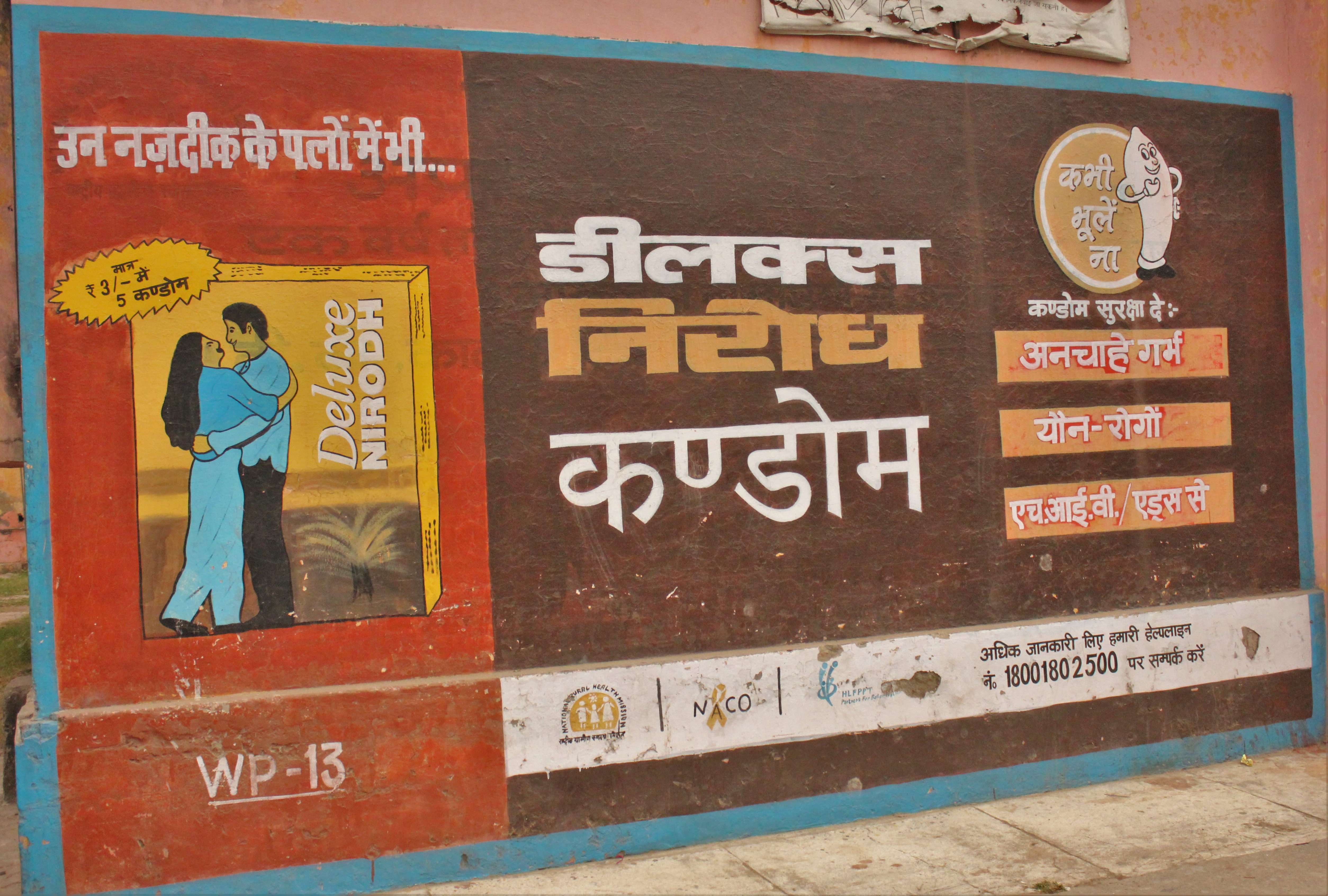
Werbung für die Kondommarke Nirodh, Indien

### USA
Die Verwendung von Kondomen lag 2019 bei sexuell aktiven jungen Erwachsenen in den Vereinigten Staaten, nach Angaben des Youth Risk Behavior Surveys, bei 89,7 Prozent. Mit 43,9 Prozent liegt ihr Anwendungsanteil deutlich über dem der Antibabypille (23,3 Prozent).

### Indien
In Indien kommen Kondome, obwohl die Anzahl der Anwender sich verdoppelt hat, noch immer selten zum Einsatz. Nach Angaben des National Family Health Survey nimmt zwar die Akzeptanz deutlich zu, mit 18,1 Prozent ist die Anzahl der Verwender jedoch sehr gering. Häufigste Verhütungsmethode ist mit 47 Prozent die Sterilisation der Frau, nur 1,9 Prozent der befragten Inder verhüten mit der Antibabypille.

### China
Der Anteil der sexuell aktiven jungen Chinesen nimmt zu, wobei 95 Prozent angegeben haben, Kondome zu verwenden. Allerdings ist auch der Anteil von Menschen, die Notfallverhütung (wie z. B. die Pille danach) anwenden mit 71 Prozent sehr hoch.

### Japan
In Japan werden Kondome von rund 80 Prozent der verheirateten Paare zur Verhütung eingesetzt.

### Vietnam

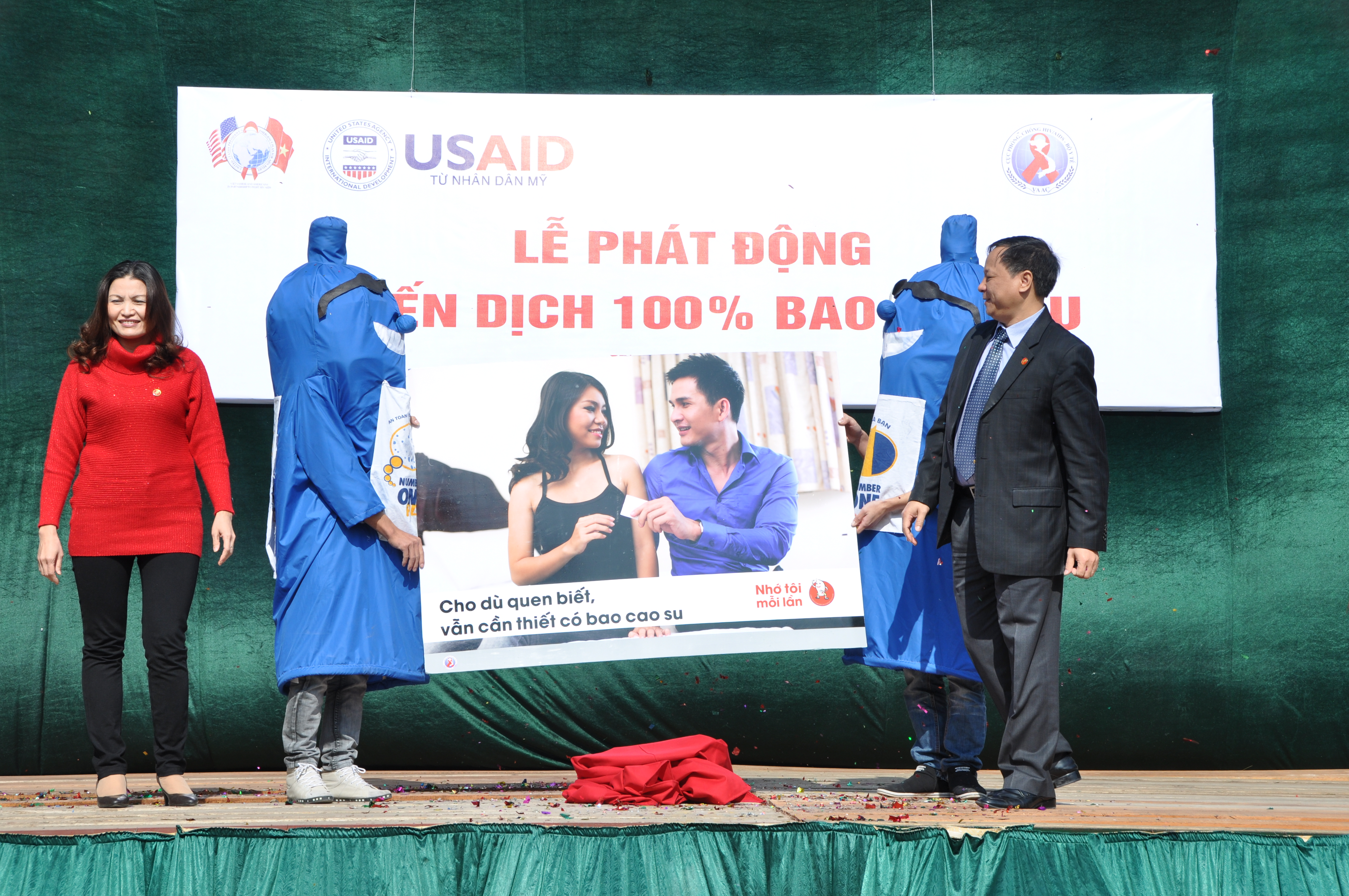
Kampagne zur Nutzung von Kondomen 2011, Vietnam

In Vietnam liegen die Nutzungszahlen für das Kondom nur bei 20,6 Prozent und die Pille wird ähnlich selten verwendet, während das Intrauterinpessar mit 49,2 Prozent die beliebteste Verhütungsart ist. Staatliche Kampagnen sollen die Verbreitung von Kondomen durch entsprechende Öffentlichkeitsarbeit erhöhen.

### Afrika
Die Verwendung von Kondomen in Subsahara-Afrika liegt bei Inanspruchnahme von Prostitution bei 84 Prozent, wobei sie in Burkina Faso mit 98 Prozent am häufigsten verwendet wurden, während sie Benin von nur 49 Prozent der befragten Männer verwendet wurden. Je höher der Bildungsgrad der Anwender ist, desto wahrscheinlicher ist die Verwendung eines Kondoms während des Besuches bei einer Prostituierten. Außerdem ist der Anteil der Anwender bei Christen höher als bei Muslimen.
Für das Jahr 2015 wurden in afrikanischen Ländern folgende Zahlen für den Verbreitungsgrad von Kondomen ermittelt;
- Sambia: Während 68 Prozent der Männer, die in Städten lebten, bei Gelegenheitssex Kondome nutzten, waren es in ländlichen Regionen nur 15 Prozent.
- Namibia: 57 Prozent der Männer und 41 Prozent der Frauen.
- Tansania: 20 Prozent der Männer und 21 Prozent der Frauen.
- Uganda: Unverheiratete Frauen nutzen Kondome 11-mal öfter als verheiratete Frauen.

## Diskussion mit der römisch-katholischen Kirche
Im Gegensatz zur Haltung der meisten protestantischen Kirchen, wie beispielsweise der in der EKD zusammengeschlossenen, ist nach der bisherigen Position der römisch-katholischen Kirche der Gebrauch von Verhütungsmitteln in der Ehe grundsätzlich abzulehnen. Die Begründung dafür stammt aus dem Jahr 1968:

„Ebenso ist jede Handlung verwerflich, die entweder in Voraussicht oder während des Vollzugs des ehelichen Aktes oder im Anschluß an ihn beim Ablauf seiner natürlichen Auswirkungen darauf abstellt, die Fortpflanzung zu verhindern, sei es als Ziel, sei es als Mittel zum Ziel.“

Als Möglichkeit verantworteter Elternschaft wird einzig die sogenannte natürliche Familienplanung, z. B. nach Knaus-Ogino oder die symptothermale Methode akzeptiert. Unter Papst Benedikt XVI. sprach sich Kardinal Barragán für eine Ausnahme der grundsätzlichen Ablehnung aus, falls in einer Ehe ein Ehepartner HIV-infiziert sei. Papst Johannes Paul II. vertrat auch für solche Fälle als einzig moralisch vertretbare Möglichkeit die Enthaltsamkeit.
Im November 2010 vertrat Benedikt XVI. in einem von der Kirchenzeitung L’Osservatore Romano vorab zitierten informellen Interview aus dem Buch Licht der Welt selbst die Position, dass der Einsatz von Kondomen für begründete Einzelfälle zu erwägen sei und nannte als Beispiel den Fall männlicher Prostituierter. Nach allgemeinen Pressestimmen, die dies als revolutionären Schritt gewertet hatten, stellte der Vatikansprecher Federico Lombardi klar, dass die Bewertung der Verhütung oder der Sexualität nicht geändert wurde. Kurz darauf wies er Spekulationen zurück, die Aussage beschränke sich auf homosexuelle männliche Prostituierte. Sie gelte auch für heterosexuelle und transsexuelle, weibliche ebenso wie männliche Prostituierte.
Auf einer Flugreise nach Kamerun im März 2009 behauptete Papst Benedikt XVI., dass es keine Antwort zur Bekämpfung von AIDS sei, wenn man einfach nur Kondome verteile, sondern dies die Situation in Afrika verschlimmere. Die Deutsche Aidshilfe wies diese Haltung als „Gefährliche Propagandasprüche“ und als „zynisch und menschenverachtend“ zurück. Die beiden SPD-Bundesministerinnen (2009) Ulla Schmidt und Heidemarie Wieczorek-Zeul betonten, Kondome würden eine entscheidende Rolle bei der Bekämpfung der Immunschwächekrankheit AIDS spielen. Allein in Afrika südlich der Sahara seien etwa 22 Millionen Menschen mit dem HI-Virus infiziert.

## Sonstiges

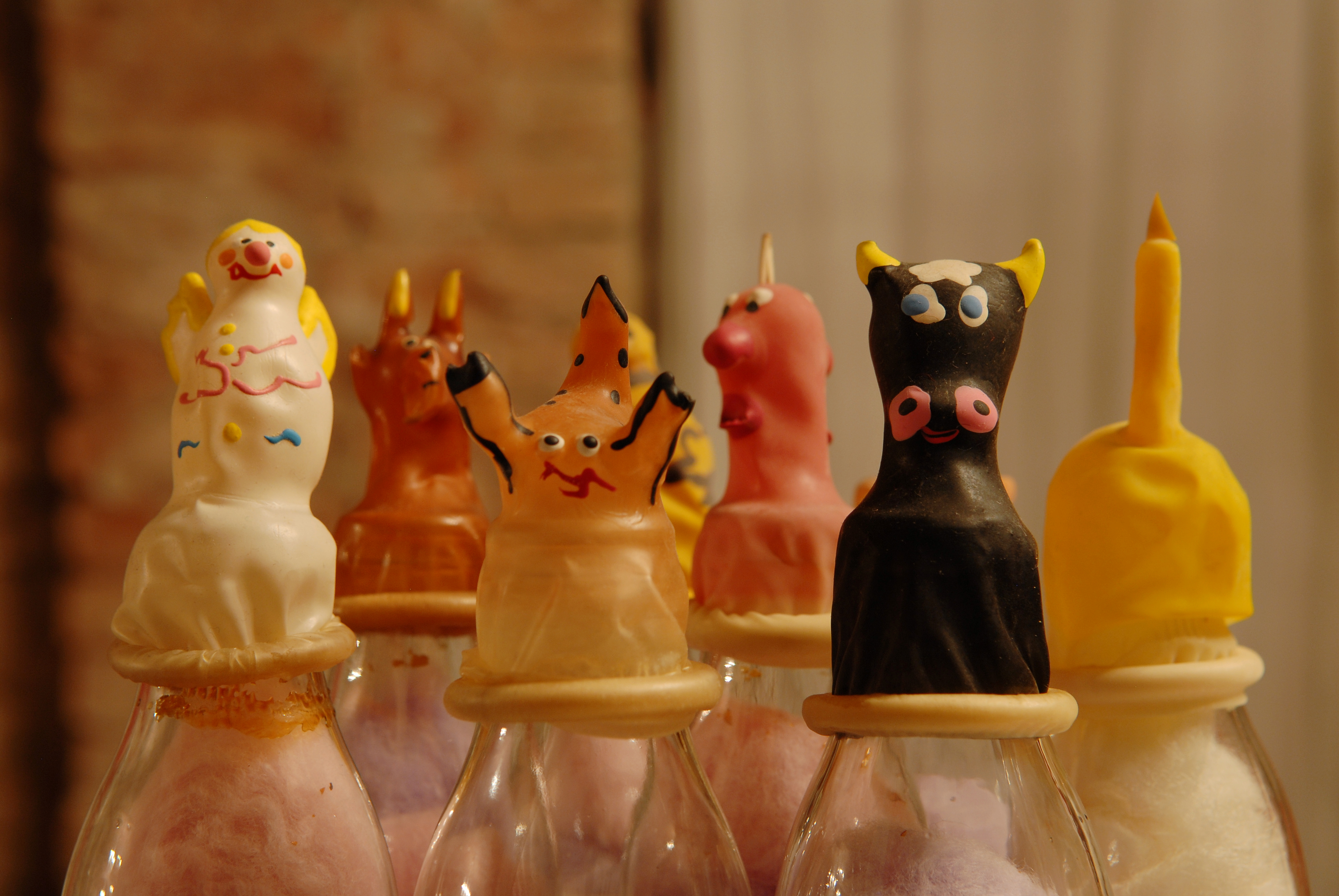
Scherzkondome im Wiener Condomi-Museum, 2012

- Nicht der Verhütung dienen Scherzkondome. Diese dienen eher einem unterhaltsamen Vorspiel. Scherzkondome lassen sich, ebenso wie herkömmliche Kondome, über das männliche Geschlechtsteil abrollen, jedoch befindet sich an deren oberen Ende eine Scherzfigur. Im Wiener Condomi-Museum ist eine Anzahl von Scherzkondomen ausgestellt.[82]
- In der französischen Stadt Condom (deren Name eigentlich nichts mit dem Verhütungsmittel zu tun hat) gibt es ein Verhütungsmuseum. Dies ist wohl Touristen geschuldet, die sich immer wieder über den Namen der Stadt lustig machten. Kondome sind auch Thema im Museum für Verhütung und Schwangerschaftsabbruch (MUVS) in Wien.
- Superfeucht, ursprünglich eine werbende Qualitätsbezeichnung für mit Gleitmittel ausgestattete Kondome, wurde eine Rockband in Linz (1981) und ein Eiskletter-Wasserfall in Malta (Kärnten) genannt.